# Paul Arosa
Paul Arosa, né le 16 mai 1874 à Croissy-sur-Seine et mort le 7 juillet 1957 à Paris 7e, est un romancier et poète français. 

## Biographie
Ce poète a produit de nombreuses fantaisies[évasif] en vers et collabora avec de renommés compositeurs et compositrices, tels que Olivier Messiaen, Florent Schmitt, Tony Aubin ou encore Yvonne Desportes.
Bien qu'il soit principalement connu comme auteur dramatique, Paul Arosa a contribué à l'occasion à produire des œuvres qualifiés de merveilleuses-scientifiques, par exemple dans une comédie pour la scène (Anticipations, 1909, qui place l'intrigue en 2218), dans une nouvelle (Les Mystérieuses études du professeur Kruhl, 1912 qui revient sur le thème du décapité vivant), ou encore dans un catalogue publicitaire pour l'entreprise Panhard et Levassor (Si… S'ils avaient eu l'automobile, 1913 sur le thème uchronique).

## Œuvre

### Romans et nouvelles
- Les Heures sereines, 1898
- L'Âme heureuse, 1904
- Les Chapeaux de sainte Catherine, 1905
- Les Compliments, 1905
- Pour être heureux, 1908
- Mémoires d'une 50 HP, 1909
- Le bon Parnasse, 1909
- Petit-beurre, 1910
- La Marchande au clair de lune, 1910
- Fantaisie harmonique, 1910
- L'Aile invisible, 1910
- Les Mystérieuses études du professeur Kruhl, 1912
- La Farce du mari fondu, 1939

### Œuvres musicales
- Actéon (1930) en collaboration avec Tony Aubin  (1er grand prix du Prix de Rome 1930)
- L'ensorceleuse (1931) en collaboration avec Olivier Messiaen
- Idylle funambulesque (1933) en collaboration avec Robert Planel (1er grand prix du Prix de Rome 1933)
- Berceuse. Voix, piano en collaboration avec Yvonne Desportes
- Chanson. Voix, piano en collaboration avec Florent Schmitt

### Spectacle
- Anticipations (1909)
- Ensevelis (1921)